# Pithecia isabela
Pithecia isabela és una espècie de primat del grup dels micos del Nou Món oriünda de l'est del Perú, entre el riu Marañón i el riu Ucayali. Té una llargada total de 76-92 cm i una cua de 40-48 cm. Fou descrita el 2014 en el marc d'una revisió de la taxonomia dels saquis. La part superior de les mans i els peus està coberta de pèls blancs i curts. L'espècie fou anomenada en honor d'Isabel Godin des Odonais.